# 真双型齿翼龙属
真雙型齒翼龍又名真雙齒翼龍或真二形齒翼龍，是翼龍類的一屬，化石發現於義大利貝爾加莫，年代為三疊紀晚期的諾利階
。牠們的標本是在1973年由Mario Pandolfi發現，並在同一年由Rocco Zambell所敘述。該標本出土於頁岩層，是已知最古老的翼龍類標本之一，但牠們擁有少數的原始特徵。
牠們的翼展約100公分，而且長尾巴的末端可能有個鑽石形標狀物，類似晚期的喙嘴翼龍，這個標狀物可能在飛行時充當舵使用。真雙型齒翼龍目前已發現數個骨骼，包含幼年體化石。

## 齒列與食性
真雙型齒翼龍的牙齒為明顯的異型齒，這也是牠們的名稱由來。真雙型齒翼龍的頜部長6公分，卻具有110顆牙齒。頜部前段的牙齒為長牙齒，上頜兩側各有4顆長牙，下頜兩側各有2顆長牙；後段的牙齒為小型、多齒尖（通常是三、四顆，可多達五個）的牙齒，上頜每邊各有25顆，下頜每邊各有26顆。
科學家根據真雙型齒翼龍的牙齒型態，推測牠們是以魚類為食，某個標本的胃部曾經發現某種魚類（Parapholidophorus）的化石。真雙型齒翼龍的幼體化石具有稍微不同的齒列，可能是以昆蟲為食。當真雙型齒翼龍咬合時，上頜下頜牙齒直接接觸，尤其是後段牙齒。翼龍類普遍有明顯牙合（Dental occlusion）現象。真雙型齒翼龍的牙齒有多齒尖、以及牙齒磨損狀況，顯示牠們可以做出某種程度的咬碎、咀嚼動作。牙齒側邊的磨損狀況，也顯示牠們也會以有硬殼的無脊椎動物為食。

## 系統發生學與分類學
雖然真雙型齒翼龍的生存年代早，牠們卻很少原始特徵，科學家無法藉由此種動物推論翼龍類的起源與分類。真雙型齒翼龍具有牙齒、尾巴動作靈活，這是原始特徵；其他有長尾部的翼龍類，尾巴脊椎長、動作較不靈活。由於早期翼龍類的化石很少，科學家對於翼龍類的演化起源有不同看法，例如：恐龍、主龍形類、原蜥形目。
根據目前理論，鳥頸類主龍演化出恐龍形態類、翼龍類的祖先。真雙型齒翼龍同時有原始、衍化特徵，無助於研究翼龍類的起源。由於真雙型齒翼龍的牙齒有多齒尖，是種衍化的特徵，而侏羅紀翼龍類的牙齒只有一個齒尖，顯示真雙型齒翼龍與侏羅紀翼龍類的直系祖先是遠親。科學家推論，真雙型齒翼龍是翼龍類演化過程中的一個旁支，曲頜形翼龍科。

## 發現與種
真雙型齒翼龍目前有兩個種。模式種E. ranzii是在1973年被敘述、命名，種名是以Silvio Ranzi教授為名。正模標本（編號MCSNB 2888）發現於義大利。第二個種是E. cromptonellus，是在2001年被敘述、命名，種名是以Alfred W. Crompton教授為名。化石（編號MGUH VP 3393）是在19世紀初發現於格陵蘭，是個未成年個體標本，翼展約24公分。
在1995年，兩個發現於義大利的化石，被命名為E. rosenfeldi。在2009年，這兩個化石被建立為新屬，卡尼亞翼龍（Carniadactylus）。

### 德州化石？
在1986年，德州西部出土數個頜部碎片，上有多齒尖的牙齒，其中一個下頜化石，上面的兩顆牙齒有五齒尖。另一個上頜化石則有七顆多齒尖的牙齒。這些牙齒非常類似真雙型齒翼龍，可能屬於這個屬。

## 大眾文化
真雙型齒翼龍曾出現在探索頻道節目《動物末日》（Animal Armageddon），被形容是類似海鷗的動物，以魚類、腐肉為食。